# Saint-Rémi-d'Amherst
Saint-Rémi-d'Amherst est un village compris dans le territoire de la municipalité du canton d'Amherst, dans Les Laurentides, au Québec (Canada).

## Toponymie
Le nom du village réplique celui de la paroisse. En rappelant Rémi de Reims, il honore Rémi Prud'homme, le premier curé du village. D'abord connu sous le nom de Saint-Rémi, le village se voit rajouter une particule finale à son nom à la fin des années 1880, lorsqu'est proclamé le canton d'Amherst. Le canton est nommé d'après Jeffrey Amherst, général de l'armée britannique,.
Lac-Rémi est une variante usitée pendant un temps, notamment sur les horaires de train.

## Géographie
Avec Vendée et Rockway Valley, Saint-Rémi-d’Amherst est l’un des trois villages situés dans le canton d’Amherst. La route 323 Sud traverse le village, tout comme le ruisseau du Brochet, qui se jette dans le lac Rémi au centre du village.

## Histoire
Le village est peuplé en 1880 (avant la proclamation du canton d'Amherst) par des squatteurs originaires de Montebello encouragés par Antoine Labelle, missionnaire et colonisateur de la région des Laurentides. Labelle avait déjà fixé l'emplacement projeté de l'église en 1878.
Un bureau de poste est ouvert en 1882. Emery Thomas est le premier maître des postes.
Une première église est construite en 1882. Elle est d'abord desservie par des missionnaires jésuites avant d'accueillir en 1883 Rémi Prud'homme, un curé de Lefaivre en Ontario. L'église est détruite deux fois par le vent en 1885 et 1893, puis réparée. Une nouvelle église et construite en 1905-1906 selon les plans de Casimir Saint-Jean.

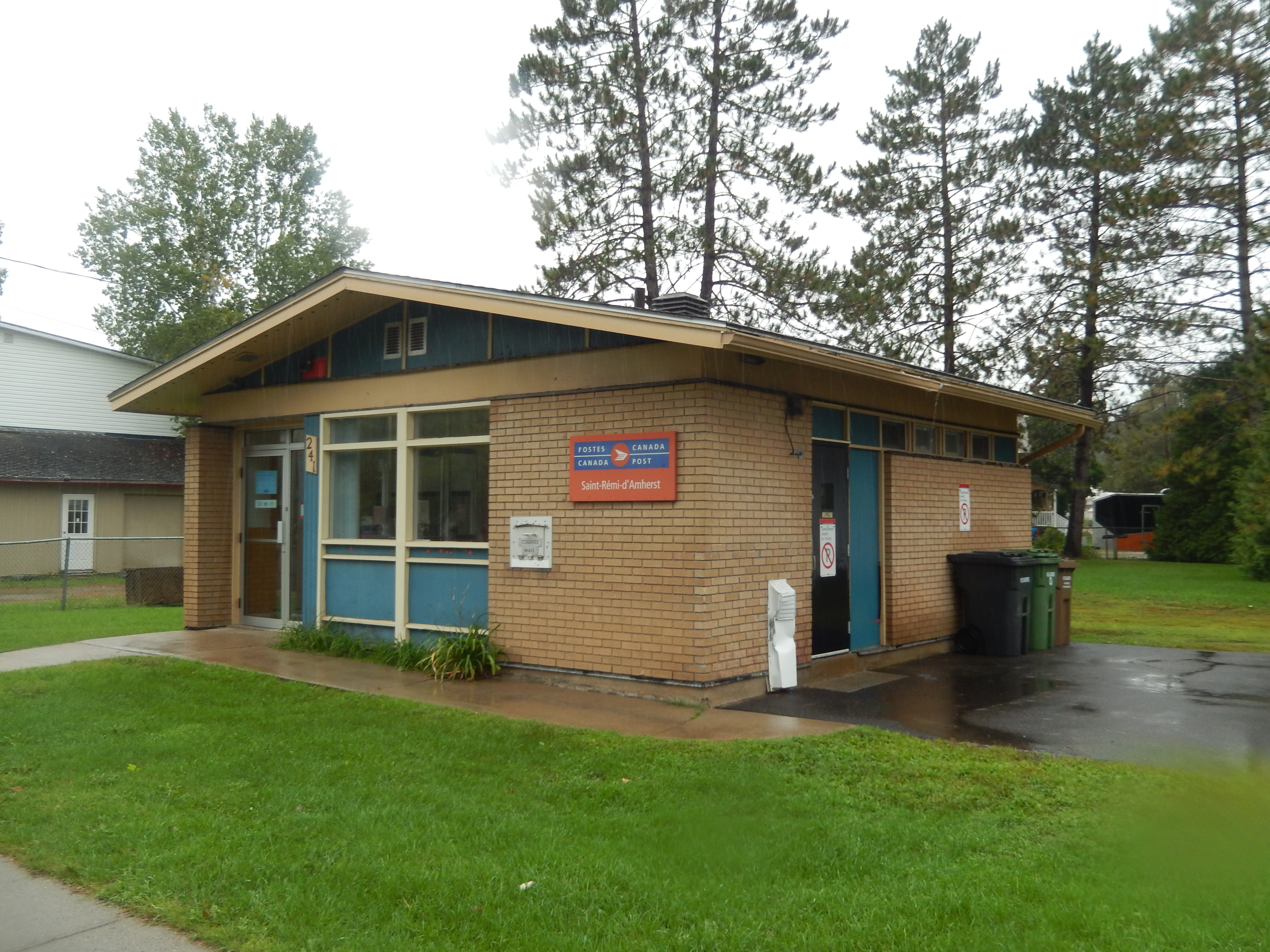
Un bureau de poste est en service depuis 1882.
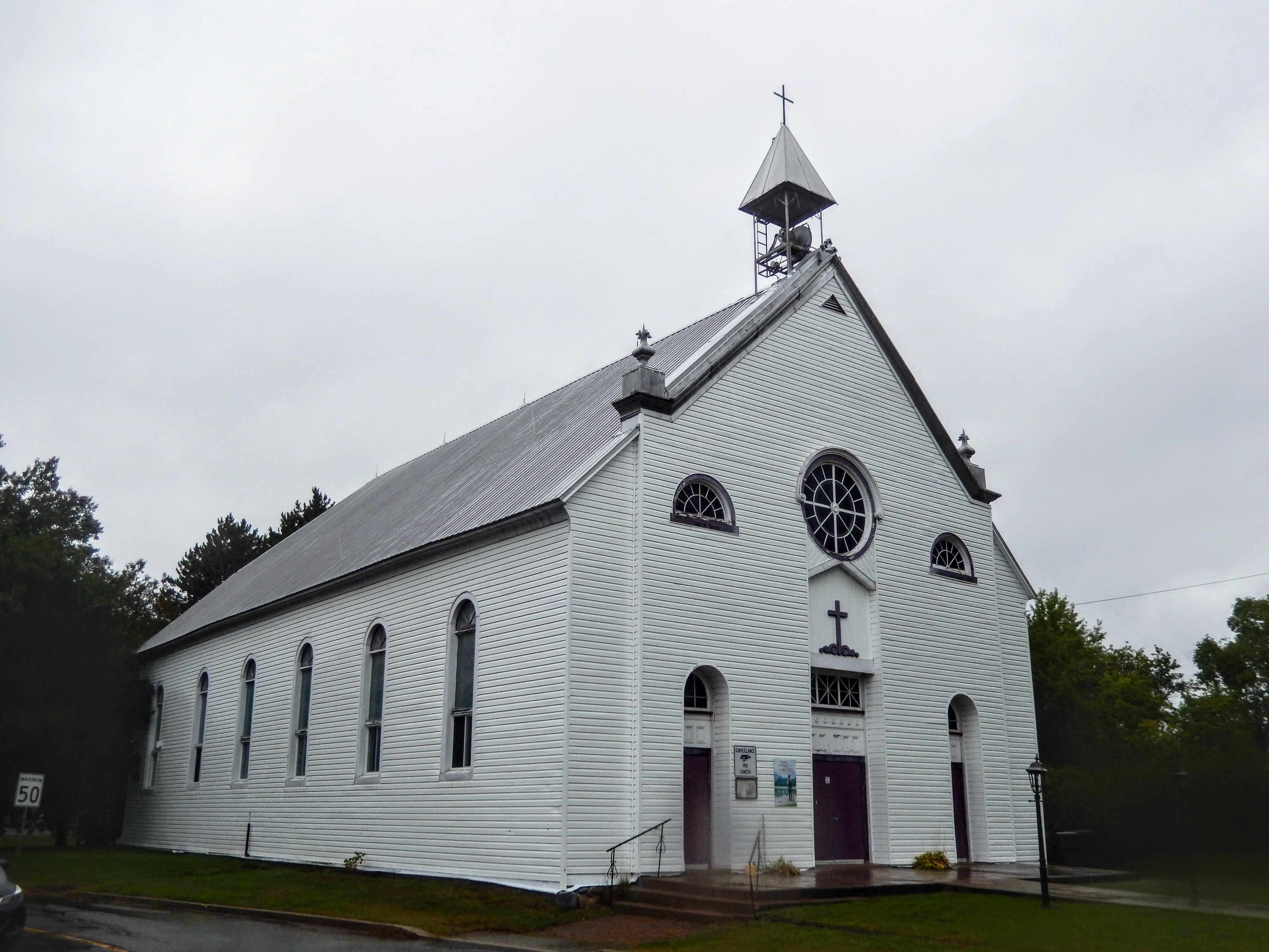
La troisième église Saint-Rémi, construite en 1905-1906.

L'exploitation à partir de 1894 par Canada China Clay d'un gisement de kaolin et de quartzite fait de Saint-Rémi-d'Amherst un véritable village minier. Dans les années 1920, la mine est la plus importante industrie de la région. En mars 1948, Burton Ledoux met au jour dans la revue Relations le décès d'une cinquantaine de travailleurs de la mine en moins de quinze ans, en raison de la silicose. Il dénonce alors le silence du premier ministre Maurice Duplessis et son copinage avec la Noranda Mines, propriétaire de la mine. Les politiciens, le clergé et la minière tentent d'étouffer l'affaire, ; la mine ferme à l'été 1948 et l'ensemble des bâtiments sont rasés.

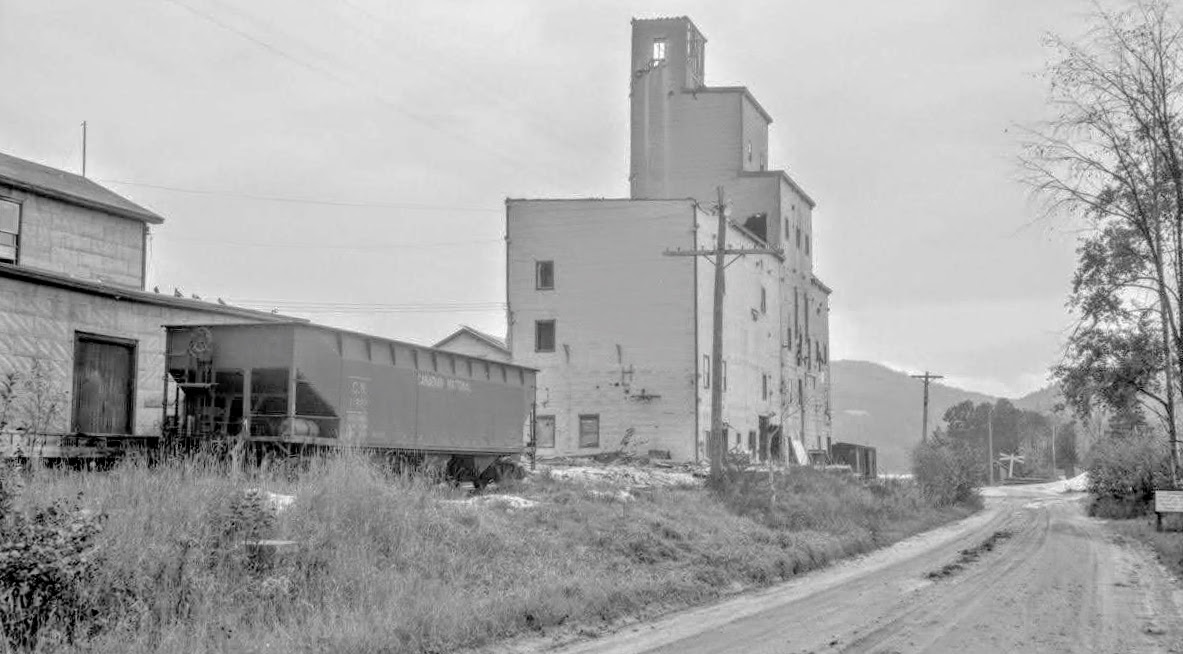
Installations de la mine à la veille de leur démolition, en 1948.
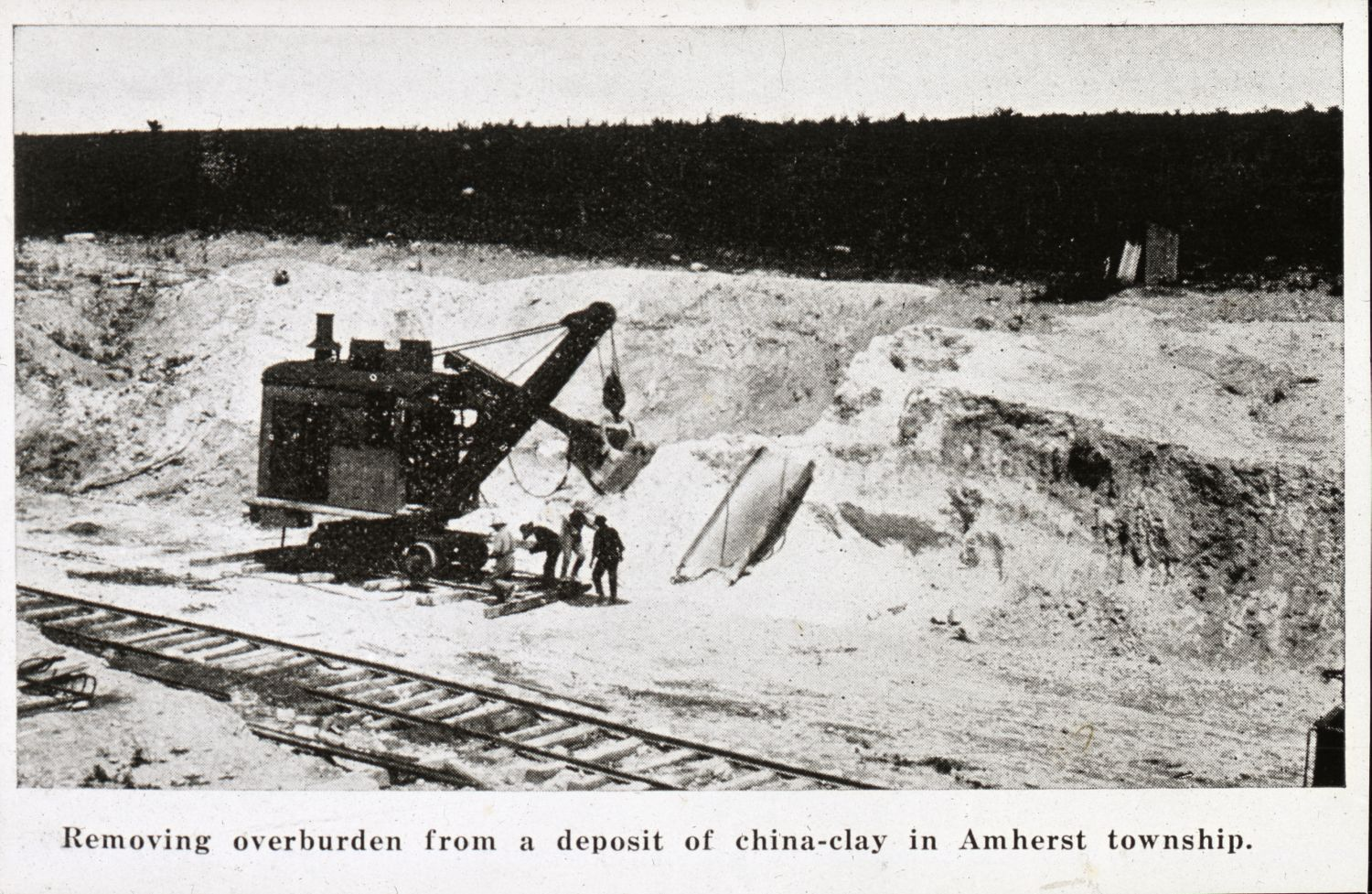
La mine en opération vers 1930.